# Stojna Vangelovska
Stojna Vangelovska (in macedone Стојна Вангеловска?; Skopje, 5 febbraio 1964) è un'ex cestista jugoslava.

## Carriera
Con la Jugoslavia ha disputato due edizioni dei Giochi olimpici (Los Angeles 1984, Seul 1988), i Campionati mondiali del 1983 e quattro edizioni dei Campionati europei (1983, 1985, 1987, 1989).